# Madison Lake
Madison Lake – miasto w Stanach Zjednoczonych, w stanie Minnesota, w hrabstwie Blue Earth.